# Rubus marschallianus
Rubus marschallianus — вид квіткових рослин родини трояндових (Rosaceae).

## Поширення
Поширення: Крим, Північний Кавказ.
В Україні росте в гірському Криму.